# Nomex

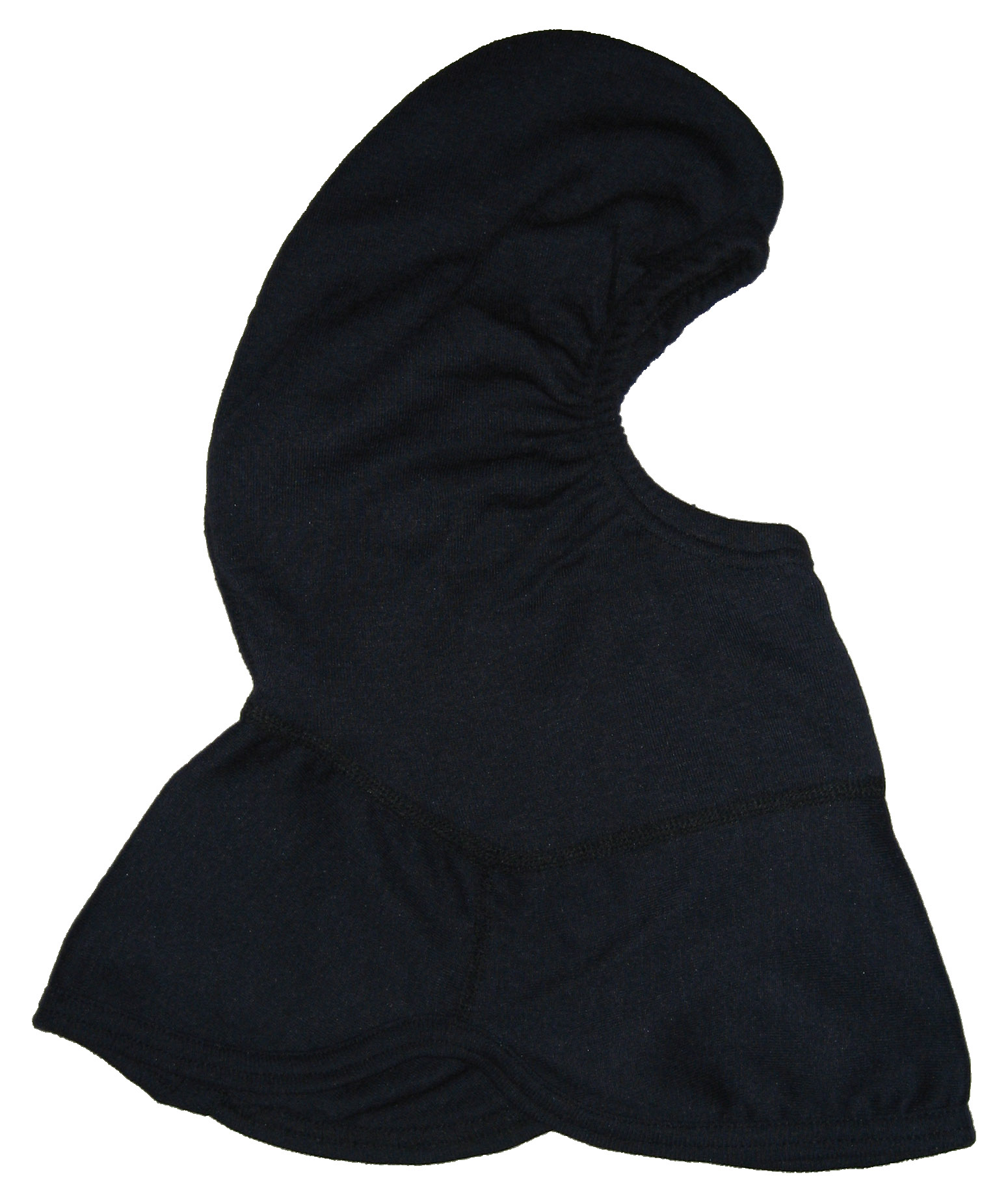
balaclava

Nomex är ett material utvecklat av DuPont för att vara brand- och värmebeständigt. Nomex används bland annat i skyddskläder för tävlingsförare, brandmän och till andra kläder som måste klara höga temperaturer.